# Karin Grubb
Karin Ingegerd Grubb, gift Prellner, född den 24 mars 1946 i Lund, är en svensk professor emerita i medicin och före detta tävlingssimmare.
Som simmare tävlade Karin Grubb för lundaklubben SK Poseidon och vann SM-guld på 100 m frisim (långbana) 1961. Hon sänkte under sin karriär det svenska rekordet på denna distans fyra gånger (1,02,8 som bäst). Hon representerade Sverige vid Europamästerskapen 1962 – i 4×100 m frisim blev det svenska laget fyra (nytt svenskt rekord i finalen, 4.18,1), i 4×100 m medley kom det svenska laget femma och individuellt kom hon tvåa i sitt heat på 100 m fritt, men tiden räckte inte för att gå vidare till final. Hon deltog även i Svenska simförbundets träningsläger inför de Olympiska spelen i Tokyo 1964, men drabbades av ett virus och deltog ej i OS.
Grubb tilldelades Skånes simförbunds guldmedalj 1961.
Karin Grubb studerade sedan medicin och gifte sig med Thorbjörn Prellner (1944-2020), även han simmare i Poseidon (SM-medaljer i lagkapp) och sedermera överläkare vid infektionskliniken på Malmö allmänna sjukhus. Även deras barn Susanne (född 1969) och Jonas (född 1970) blev framgångsrika simmare (de simmade båda i juniorlandslaget).
Karin Prellners doktorsavhandling tilldelades Anna-Greta Crafoords pris 1983. På 1990-talet utnämndes hon till professor för öron-, näs- och halskliniken vid Lunds universitetssjukhus och hon var under sju år chefläkare vid sjukhuset. Hon har också varit ordförande i Svenska läkaresällskapets kommitté för klinisk forskning och var styrelseledamot i Vetenskapsrådet från 2003 till 2009.
Karin Prellner satt i panelen i tv-programmet Fråga Lund år 2000.
Karin Prellner valdes in i Kungliga fysiografiska sällskapet i Lund den 1 januari 1995.
Karin Grubb/Prellner är dotter till Rune och Ella Grubb, samt bror till Anders Grubb.